# 後鰓類
後鰓類生物（學名：Opisthobranchs； /əˈpɪsθəbræŋks/）原是異鰓類支序的一個大型及多樣的腹足綱軟體動物群組，但現時已不再使用。本分類原來是一個亞綱級的分類元，但由於還包括在陸地生活的有肺類物種（如：蝸牛及蛞蝓），不是一個單系群，所以在2005年的《布歇特和洛克羅伊的腹足類分類》被棄用。
真後鰓類（Euopisthobranchia）是一個嘗試對這個分類修訂的單系群，但踢走了一些傳統上一直歸入後鰓類的分類元，如：囊舌類（Sacoglossa）及Acochlidiacea。原來後鰓類及有肺類的所有物種，現時都已包括在異鰓類（Heterobranchia）這個新的分類元裡。這個分類元本來也是亞綱級的，現時已成為不分級分類支序。
這個分類包括有較為特化與分化的海螺與蛞蝓（海棲腹足綱軟體動物）成員的分類，在異鰓總目中。後鰓目生物包括很多科有外殼的泡狀蝸牛，及
後鰓類生物包括諸如泡螺之類的頭楯類（Cephalaspidea）物種、囊舌類（Sacoglossa）物種、海兔之類的無楯類（Anaspidea）、海棲的海天使（英語：sea angels）及海蝶（英語：sea butterflies），以及含有多科的裸鰓類（Nudibranchia）物種。2011年，一份新的出版正式確定後鰓目跟有肺目並非單系群分類，需要重新分類，正式宣佈了這個分類的死亡。

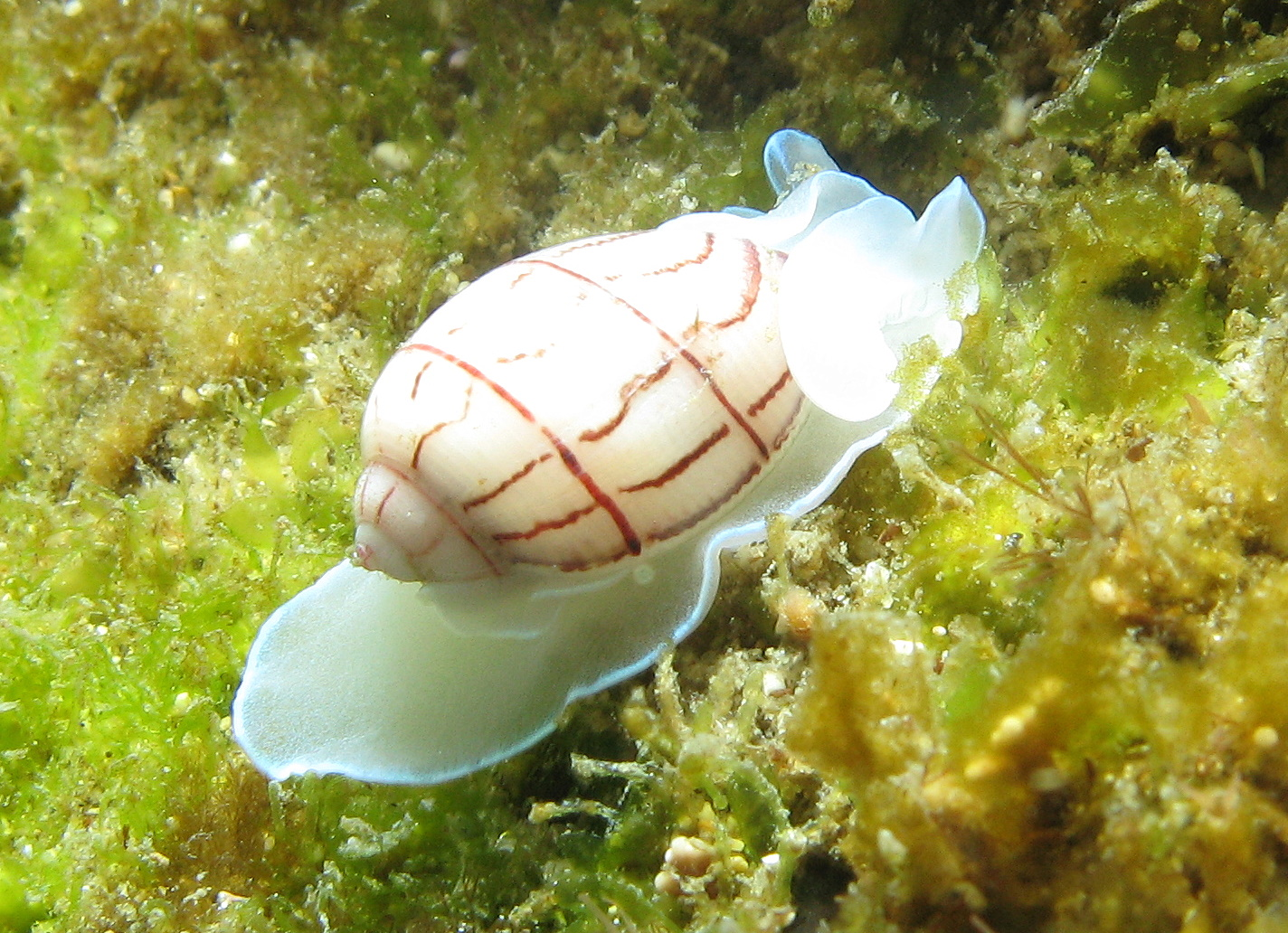
Bullina lineata

早在石炭纪就已經有後鰓類生物出現。　

## 定義
後鰓目生物的特徵為有兩對觸手及一個鰓在心臟的右邊（此分類的英文名稱由希臘文opisthen引申出來，後面 + brankhia，意義為鰓）

## 命名歷史
早在1848年，Alphonse Milne-Edwards就已經將一批由海蛞蝓組成的目級分類單元命名為「後鰓目」。中國軟體動物學研究的奠基者張璽在法國里昂大學取得碩士學位之後，就是從事後鰓類軟體動物的研究。到了1931年，約翰尼斯·提艾利（Johannes Thiele）將後鰓目提升至亞綱級，成為了腹足綱的三個子分類之一（另外兩個子分類為前鰓類及有肺類）。

## 分類
後鰓目生物曾經為直腹足亞綱之下的一個嚴謹分類目。近期在分子種系發生學的研究顯示出後鰓目生物的複系群（polyphyly）特性。一個在2004年出版，新的種系發生學研究提出後鰓目七個主要世系的新定義。
本分類最常用的分類可分為下列九個小組：
- 海鹿目 Aplysiida
- group Acochlidiacea
- 囊舌類（Sacoglossa von Ihering, 1876）：吸液蛞蝓
- group Cylindrobullida
- 裸鰓亞目（Nudibranchia Blainville, 1814）：裸鰓海蛞蝓 nudibranchs
- 真後鰓類：包括下列五個支序[3]：
  - 無楯目（Anaspidea）P. Fischer, 1883：即海兔
  - 頭楯目（Cephalaspidea P. Fischer, 1883）：例如：泡螺[9]
  - 翼足目（Pteropoda）：可再細分為三個亞目如下[10]：
    - 真有殼翼足亞目 Euthecosomata Meisenheimer, 1905
    - 無殼翼足亞目 Gymnosomata
    - 擬有殼翼足亞目 Pseudothecosomata Meisenheimer, 1905

  - 羽葉鰓目（Runcinacea）
  - 傘螺目（Umbraculoidea）
- 背楯亞目（Notaspidea）P. Fischer, 1883（側鰓蛞蝓 sidegill slugs）：原來包括傘螺目的成員，今被視為側鰓目（Pleurobranchmorpha）[11]的異名；
  - Infraorder Anthobranchia  Férussac, 1819
  - Infraorder Cladobranchia  Willan & Morton, 1984

## 外表

### 外殼
後鰓目生物主要為海棲軟體動物，擁有一個已縮小或不存在的外殼，殼口沒有螺厣。

### 頭部
後鰓目生物的外套膜（mantle）與頭部的分界並不明顯。其近口的觸手用作導向。觸手的後方有鼻通氣管（rhinophore），通常為一個複雜的嗅覺器官。

### 身體
後鰓目生物的身體經歷矯正扭轉，進化的以180°逆轉其最接近的祖先的扭轉（Torsion）。

### 足部
足部的中央為腳底，用作移動。足部的側面進化成疣足（parapodia），為翼狀肉質的發展物。
在部分亞目如有殼翼足亞目（Thecosomata）及裸體翼足目（Gymnosomata）等，她們的疣足會用作游泳。

### 顏色
很多後鰓目生物都有鮮艷的顏色及刺般的細胞，用意為告知獵食者去避免以她們為食物。

## 圖片

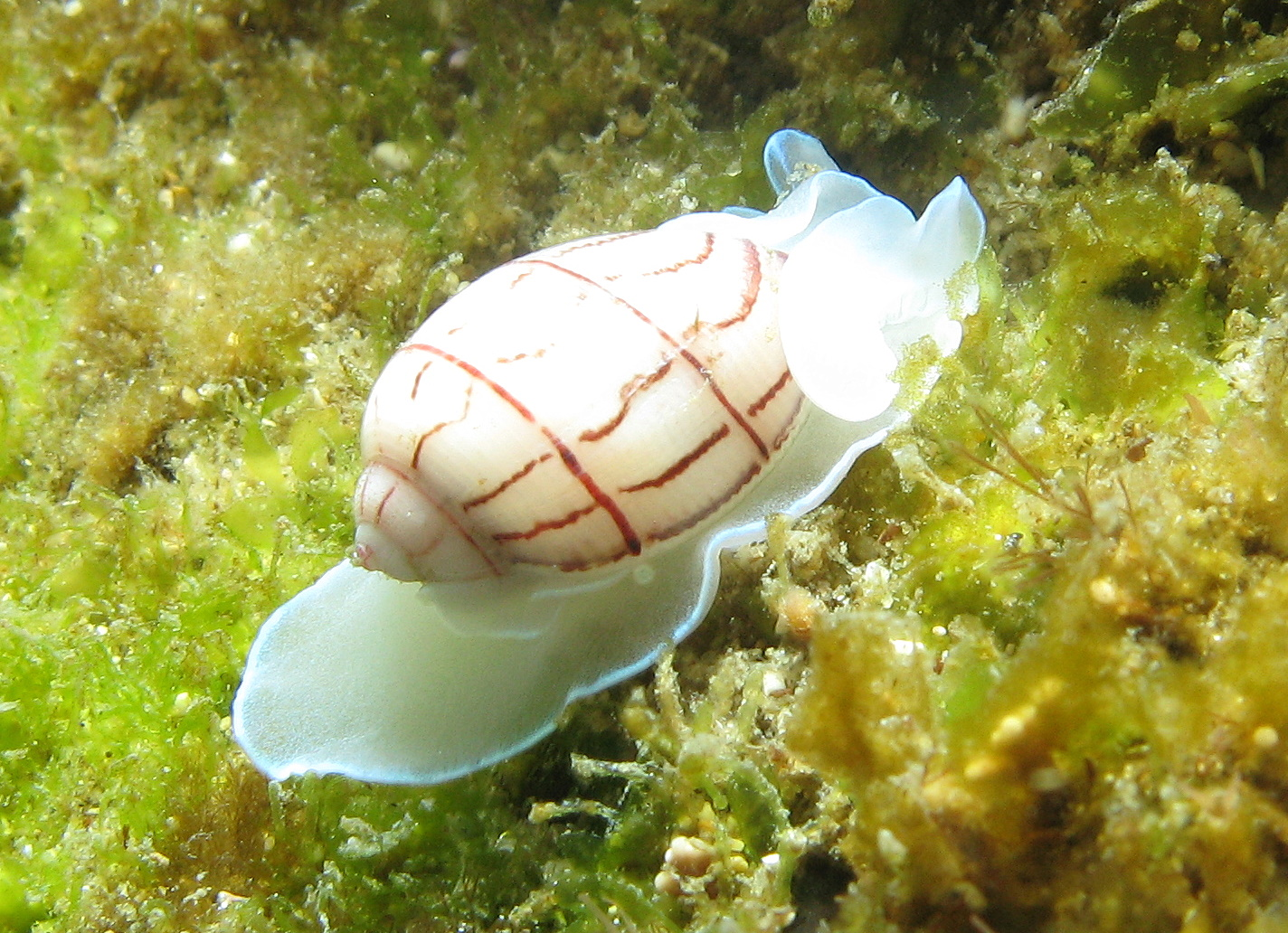
一隻在澳大利亞悉尼岸邊的捻螺科（bullinidae）物種紅線泡螺（red-lined bubble shell；又名豔捻螺，Bullina lineata)2。
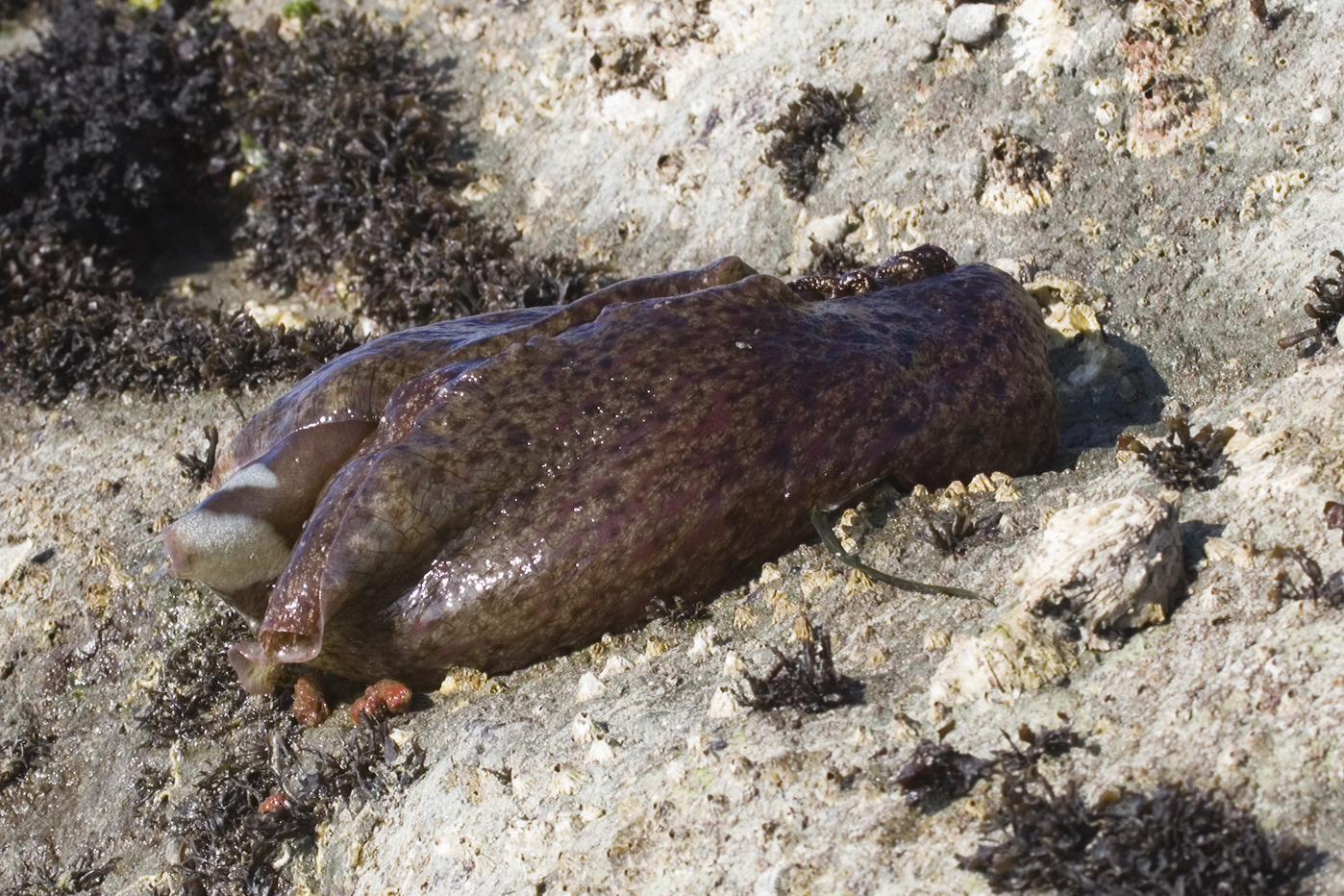
一隻在加利福尼亞州莫羅灣（Morro Bay）的海兔（sea hare）。
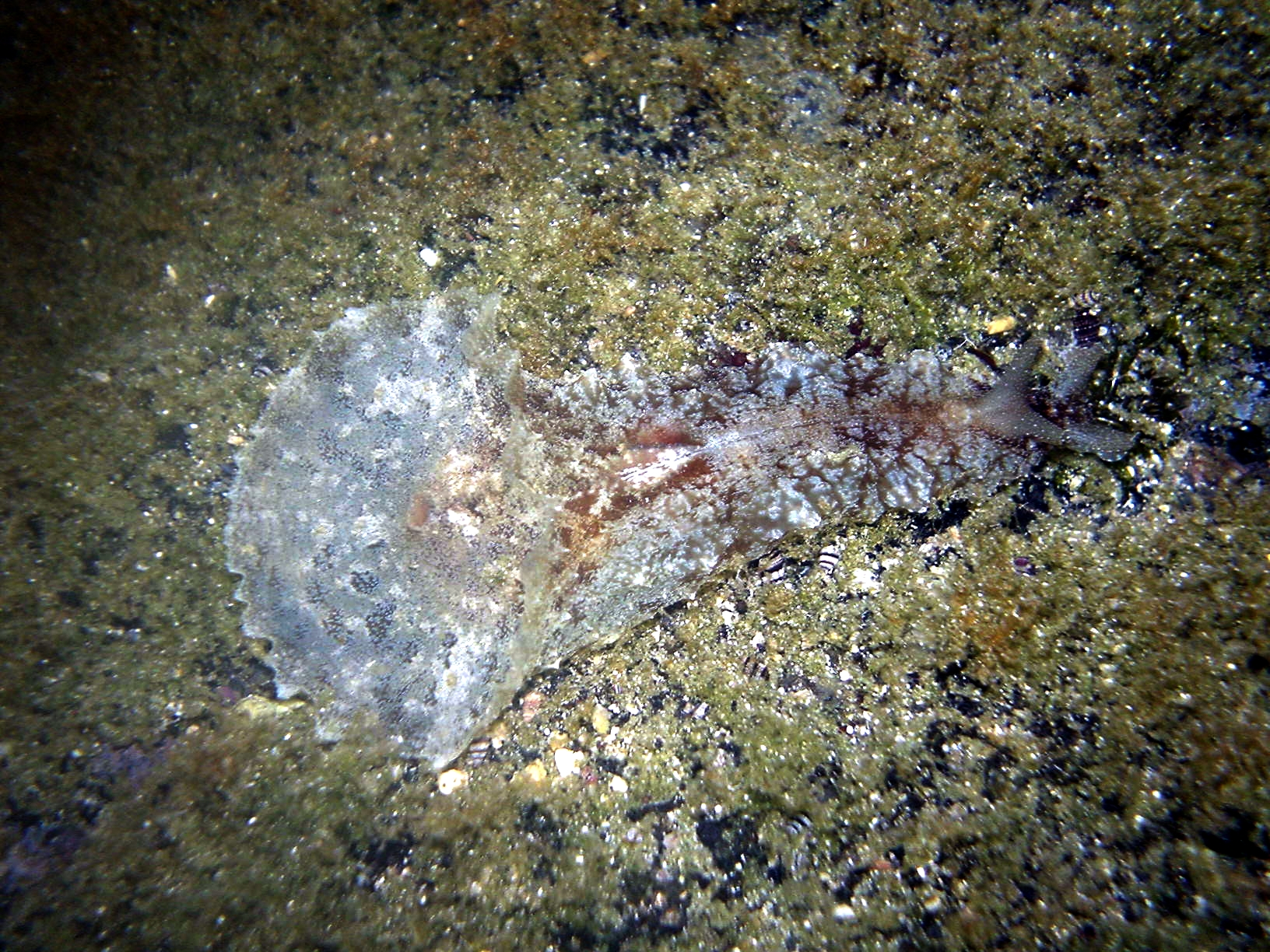
一隻在夏威夷州夏威夷群島的海兔。
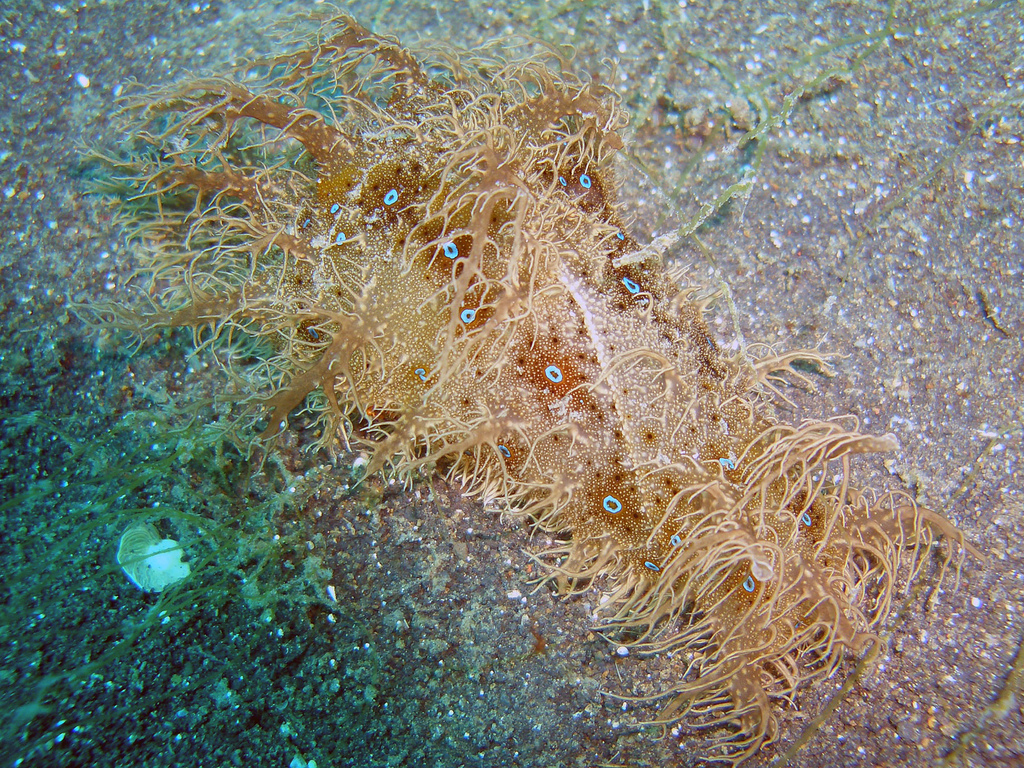
一隻在印尼北蘇拉威西省比通藍碧海峽（Lembeh Strait）的藍點海兔(blue-spotted sea hare, 黃斑燕尾海麒麟, Bursatella leachi)。
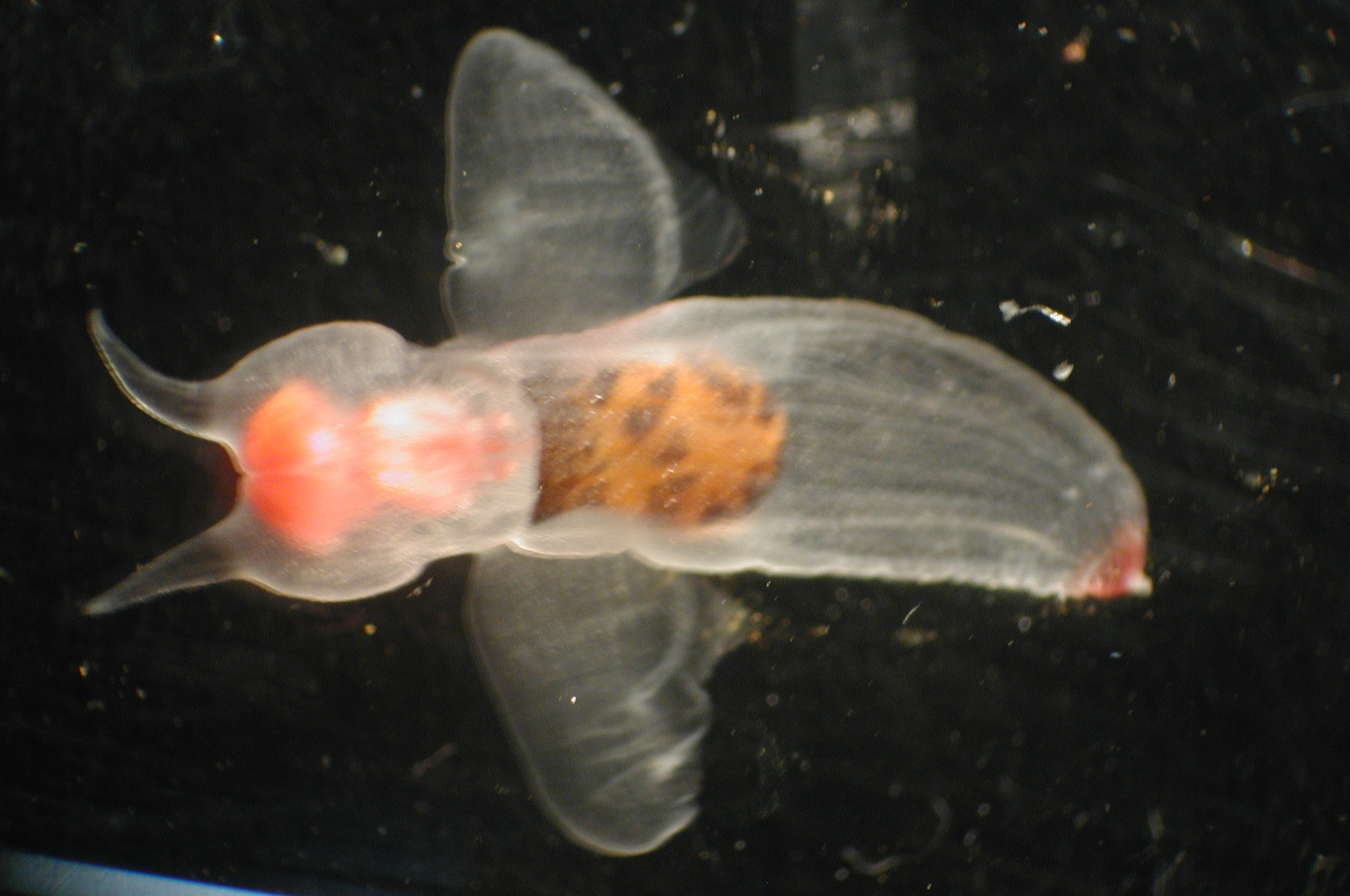
一隻有翼蝸牛 winged snail (流冰天使 Clione limacina)，為海天使的一種。
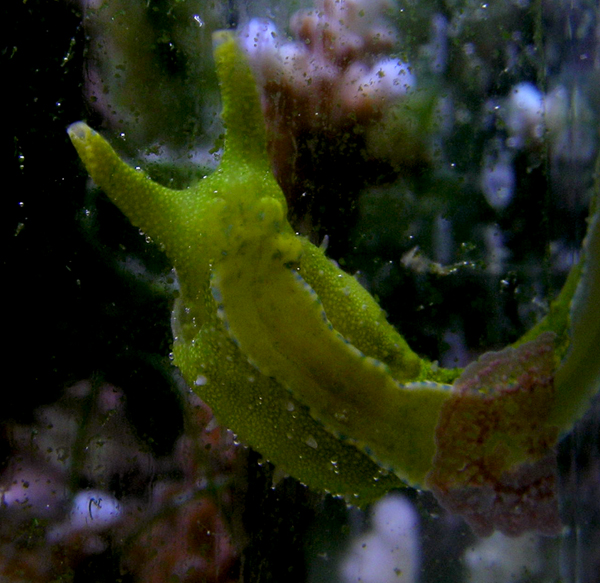
一隻地中海囊舌亞目（sacoglossan），Oxynoe olivacea.
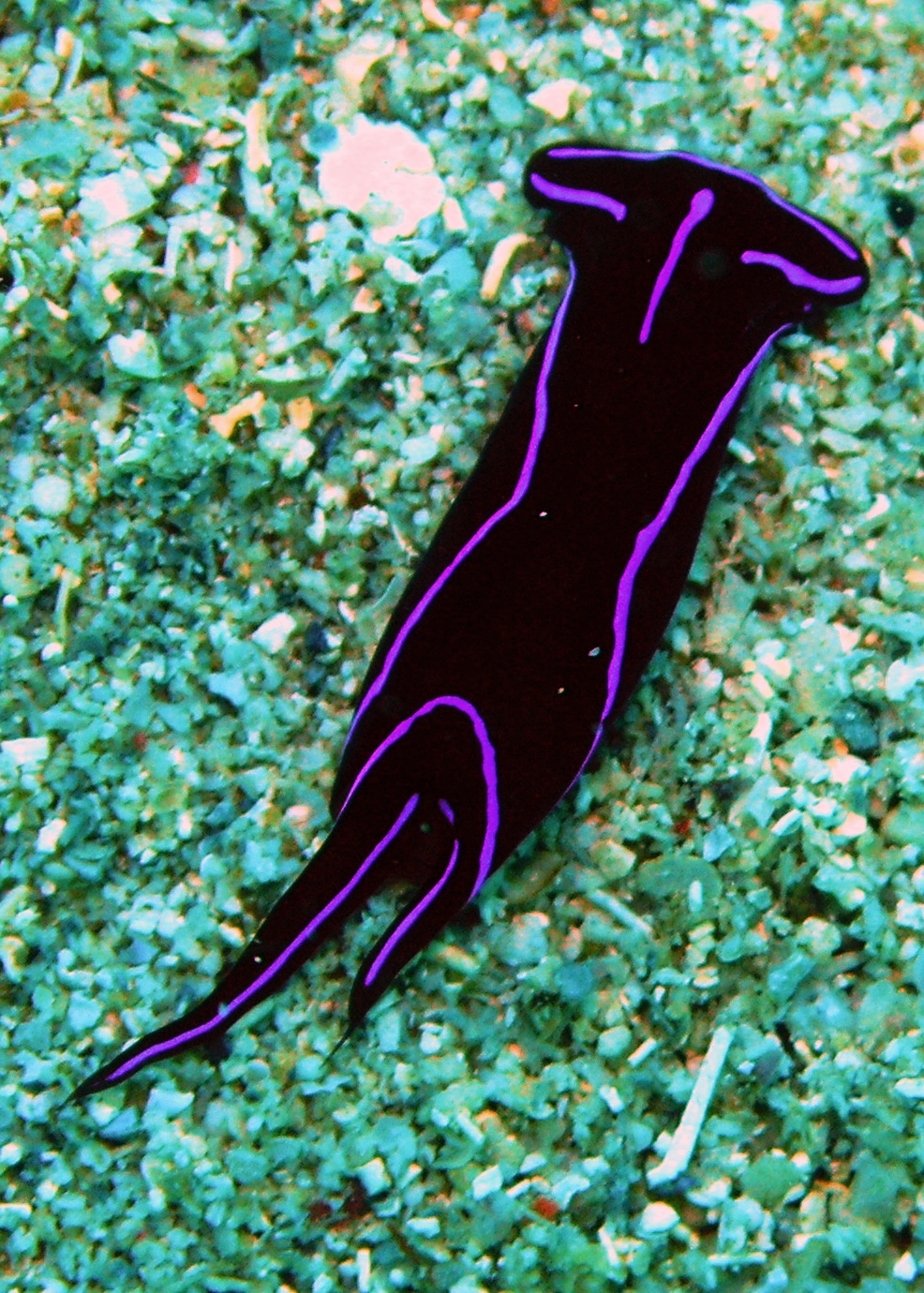
一隻在印尼北蘇拉威西省塔席克麗亞（Tasik Ria）的泡螺 headshield slug (燕尾海蛞蝓 Chelidonura varians)。
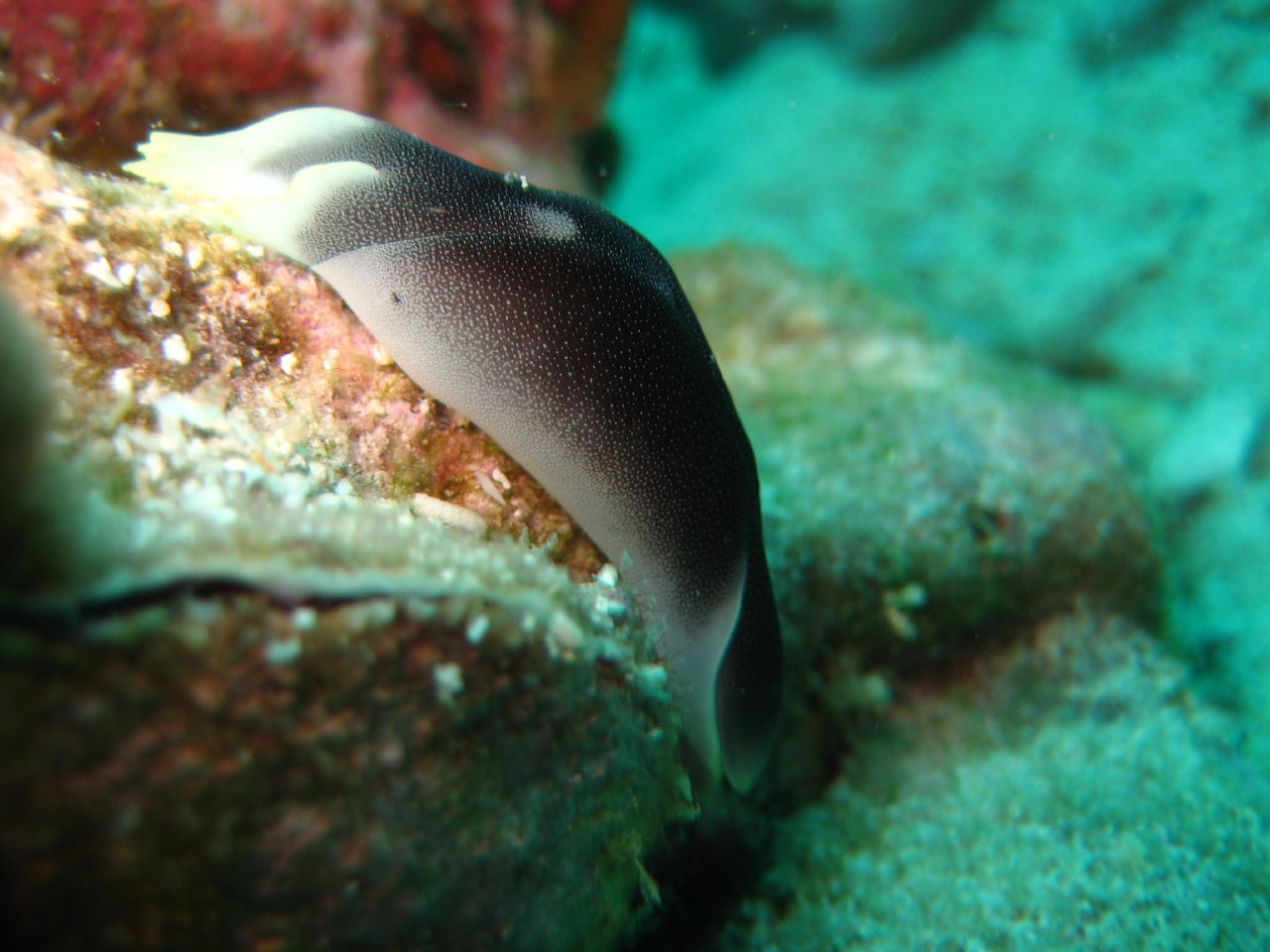
另一隻泡螺(Chelidonura amoena).
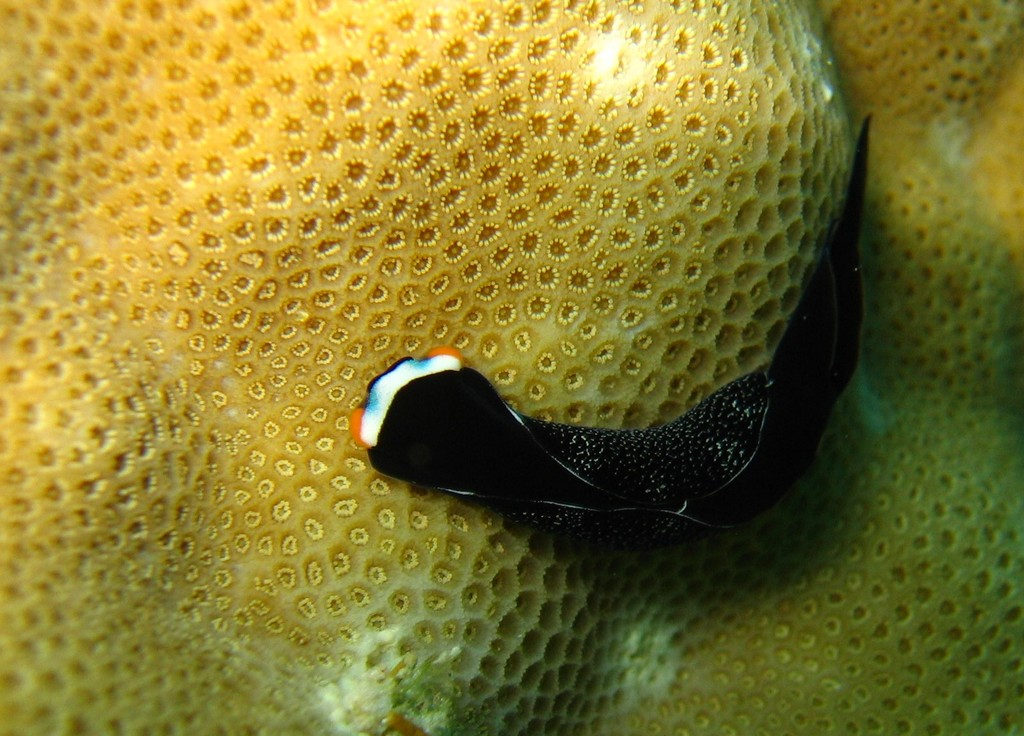
一隻黑泡螺 black headshield slug(無飾燕尾海牛 Chelidonura inornata).
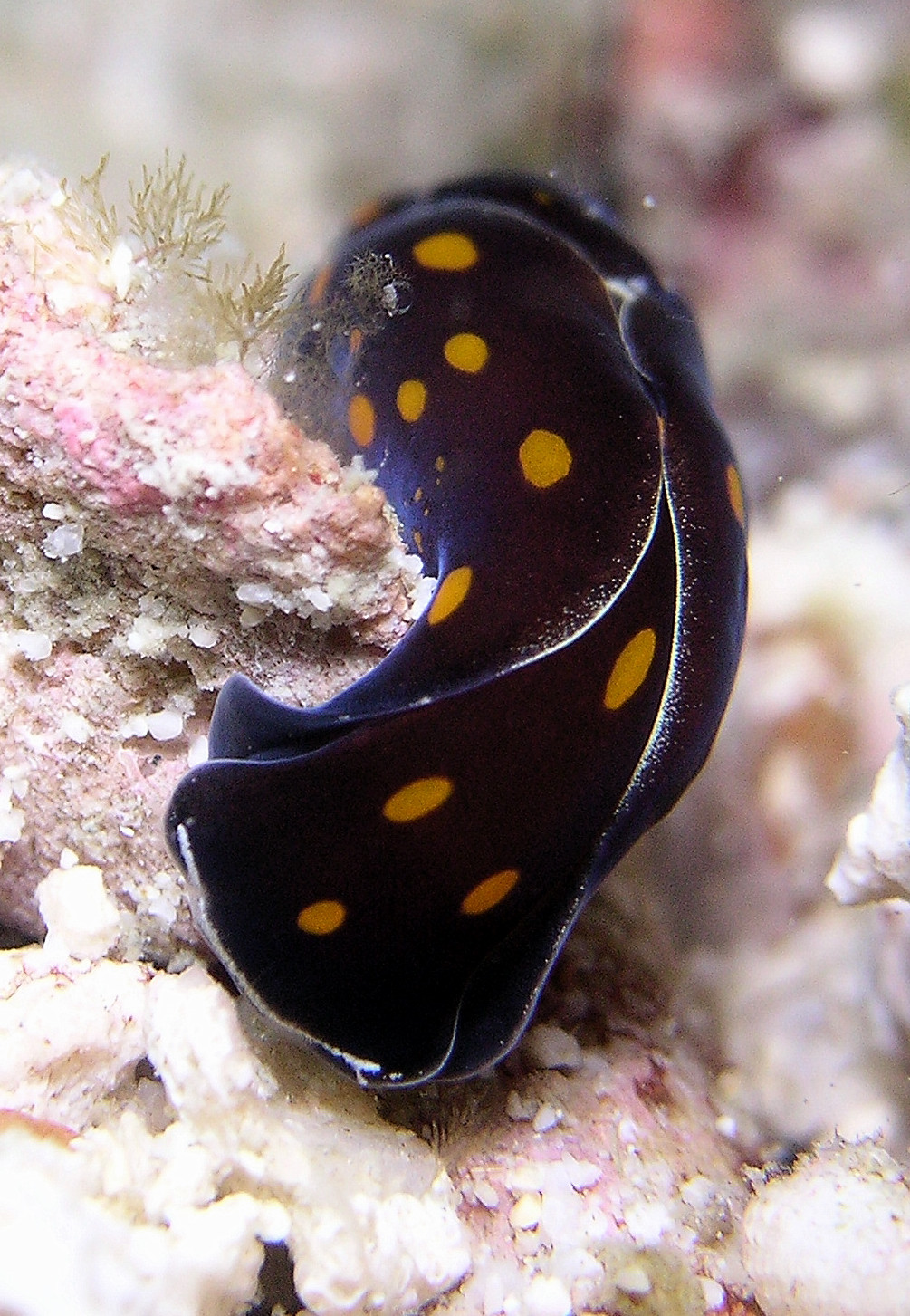
Chelidonura punctata.
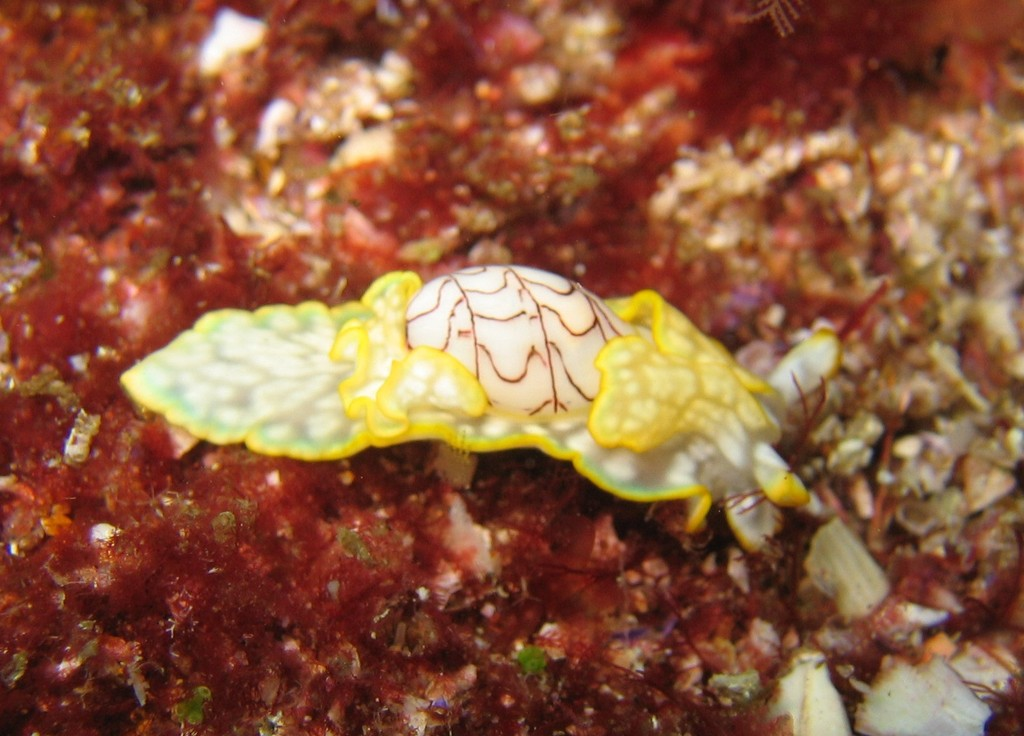
一隻在新南威爾士州西南岩石 （South West Rocks）Fish Rock Cave 的紙泡螺 paper bubble shell (紺綵螺 Micromelo guamensis)。
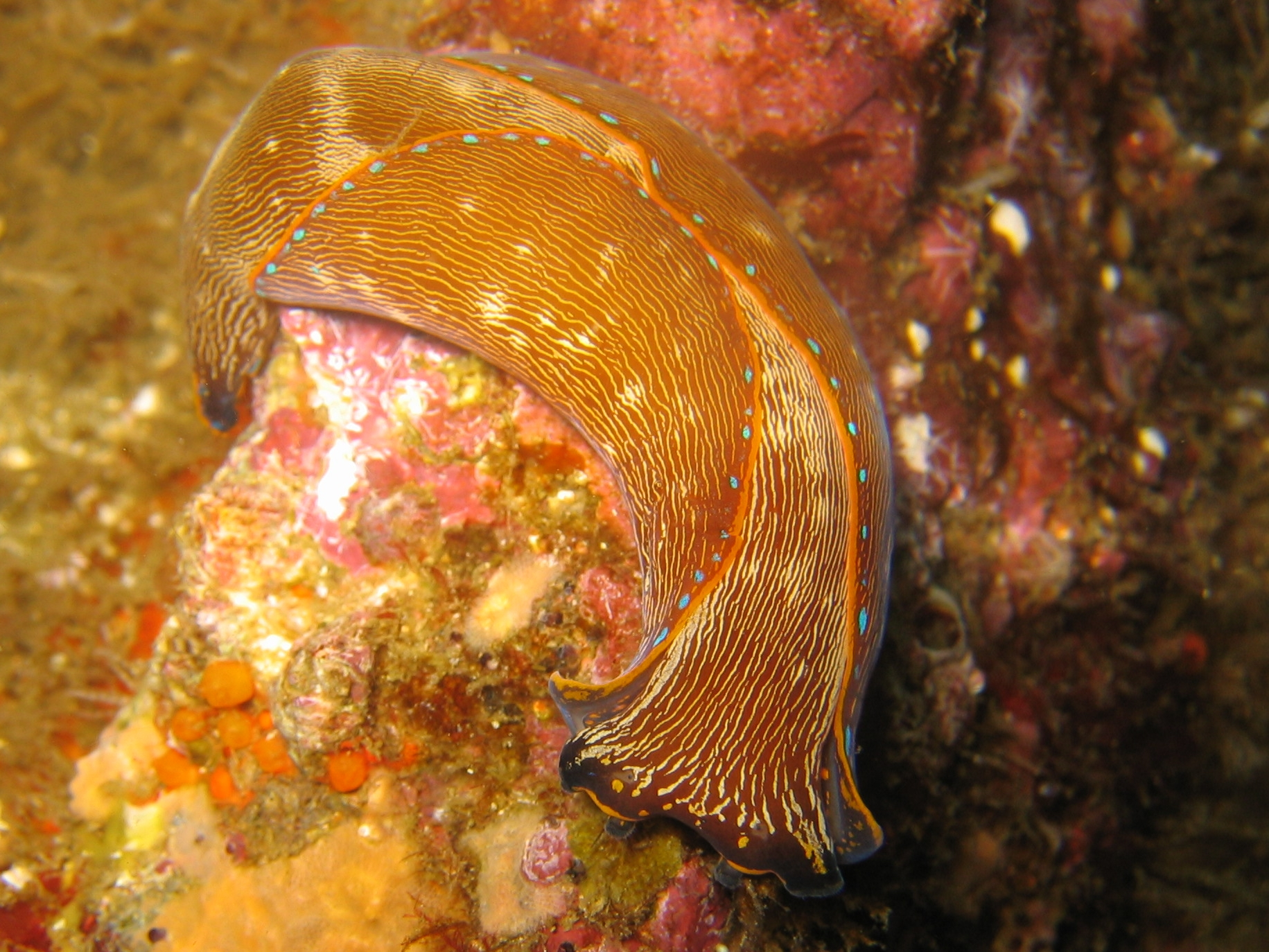
一隻在加利福尼亞州聖卡塔林納島的無刺海蛞蝓 Navanax inermis。
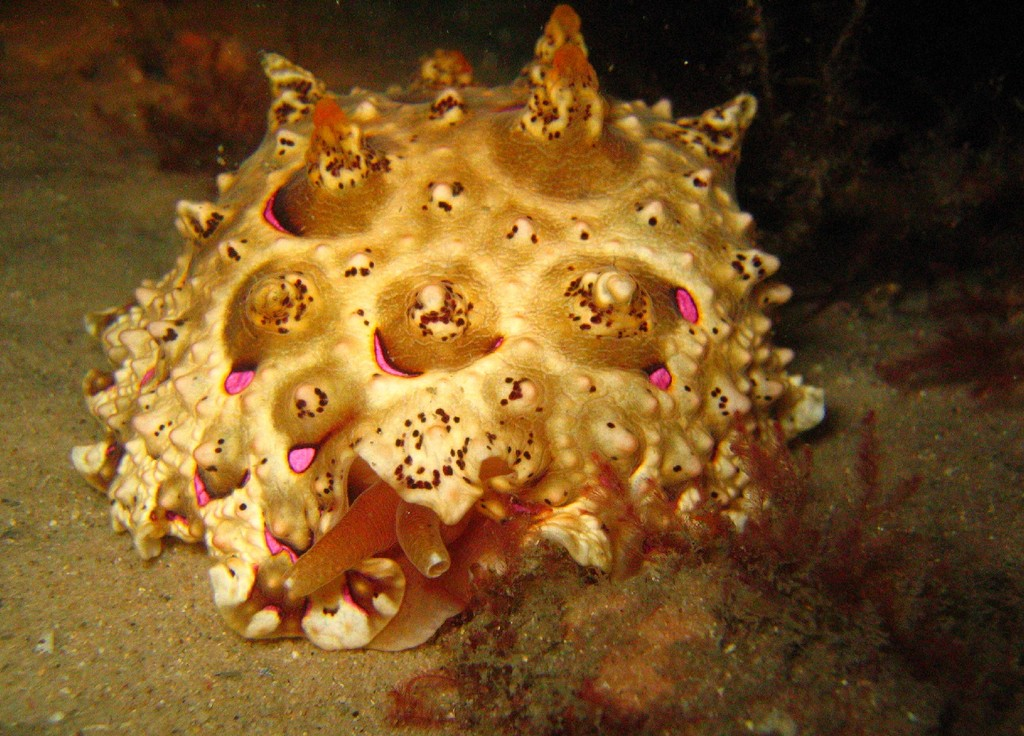
一隻在新南威爾士州史帝芬港（Port Stephens）Fly Point 的 maximillate pleurobranch (Pleurobranchis maximillatus)。
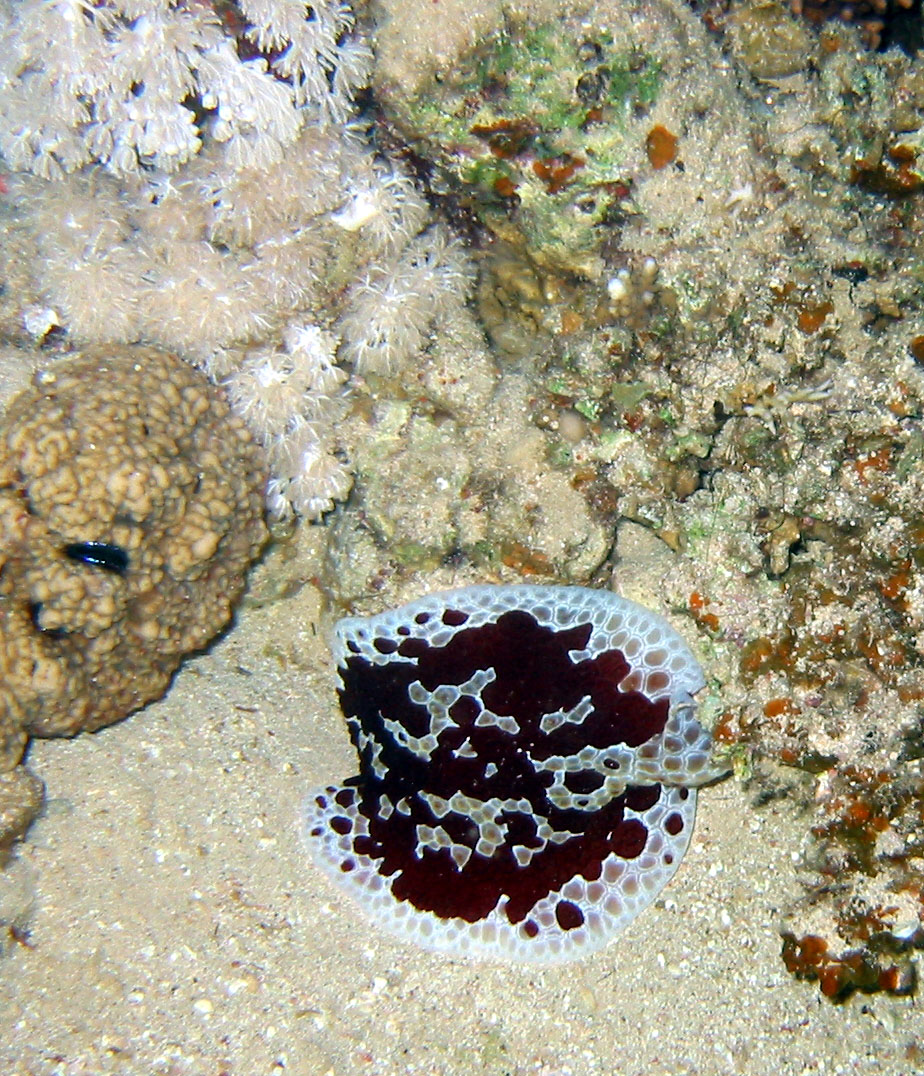
一隻在埃及達哈巴（Dahab）的grand pleurobranch (Pleurobranchus grandis)。
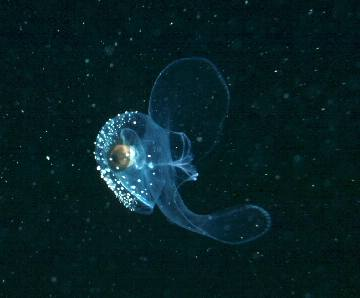
一隻未確認的海蝶物種.

## 外部連結
- The Sea Slug Forum （页面存档备份，存于）, a resource from the Australian Museum.